# Монте Каво
Връх Монте Каво (Monte Cavo) е на угаснал вулкан и е с 950 м най-високият връх на Албани планина в Италия.
За латините Монте Каво е Свята Планина. В древността се казва Albanus Mons. Тук се намира храмът на Юпитер, (Jupiter Iatialis).